# Formica dryas
Formica dryas é uma espécie de formiga do gênero Formica, pertencente à subfamília Formicinae. Natural da África